# Just Dogs (film 1922)
Just Dogs è un cortometraggio muto del 1922 scritto e diretto da Albert Herman.

## Produzione
Il film fu prodotto dalla Century Film.

## Distribuzione
Distribuito dall'Universal Film Manufacturing Company, il film - un cortometraggio in due bobine - uscì nelle sale cinematografiche USA l'8 novembre 1922.